# ICE 3
ICE 3は、ドイツ鉄道の高速列車ICEの第3世代車両として2000年に営業運転を開始した高速鉄道車両である。動力分散方式を採用している。複数の形式があり、それぞれ仕様が異なっている。

## 概要
従来のICE 1、ICE 2では準動力集中方式であったが、ICE 3では動力分散方式が採用された。これはケルン・フランクフルト間の高速新線（ケルン-ライン＝マイン高速線）で建設費削減のため最大40パーミルの急勾配が設けられたこと、沿線の中間駅の間隔が短く頻繁な加減速を繰り返す必要があることが主な理由である。これにより急勾配区間における300km/hでの運転、加減速度の向上、1編成あたりの定員の増加が図られている。
2000年にハノーファーで開催された万国博覧会に合わせ、2000年6月1日に運用を開始した。

## 仕様
先頭形状は空気抵抗を減らすためよりスマートな流線型となり、イメージが一新されている。運転台は中央に配置され、複線の左右どちら側の線路を走行しても支障の無いようにしている。運転室背後の客室は「コックピット・ラウンジ」と呼ばれ、運転室との間にある透明ガラスの仕切りから前面展望が可能になっている。
編成は8両編成で、2編成の併結運転も可能である。登場当初は1等車3両・2等車4両・食堂車「ボードレストラン」1両の構成であったが、特に2等車において慢性的な混雑が問題となり、2002年より改造が行われた。2等車のシートピッチを縮小して定員を増加したほか、食堂車をビストロ車「ボードビストロ」に改造し、1等車2両・2等車5両の構成としている。2017年からの内装リニューアル時に食堂車のレストラン席が再設置され、落成当初の「ボードレストラン」に戻された。
制御装置はインバータ制御方式を、電動機には三相交流誘導電動機を採用している。電動機出力は1台につき500kWで、1両あたり4台搭載している。電動車と付随車の比率は1:1、8両編成中4両が電動車で、編成出力は8,000kWとなる。出力/重量比が改善され加減速性能が向上した。軸重は16tとなり、軌道への負荷が減少した。
設計最高速度は330km/hである。営業最高速度はドイツ国内で300km/h、フランス国内（LGV東ヨーロッパ線内）では320km/hとなっている。

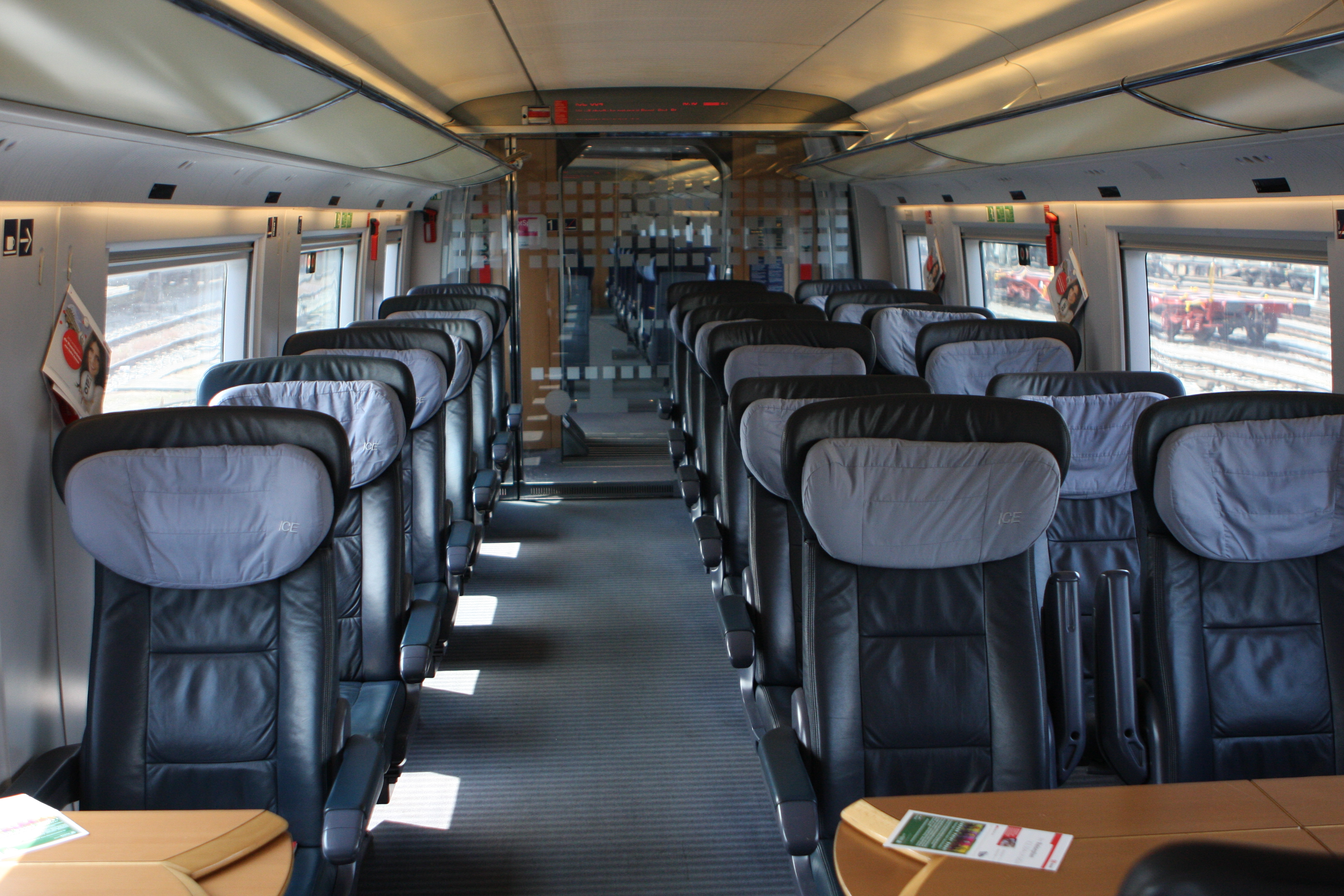
1等車
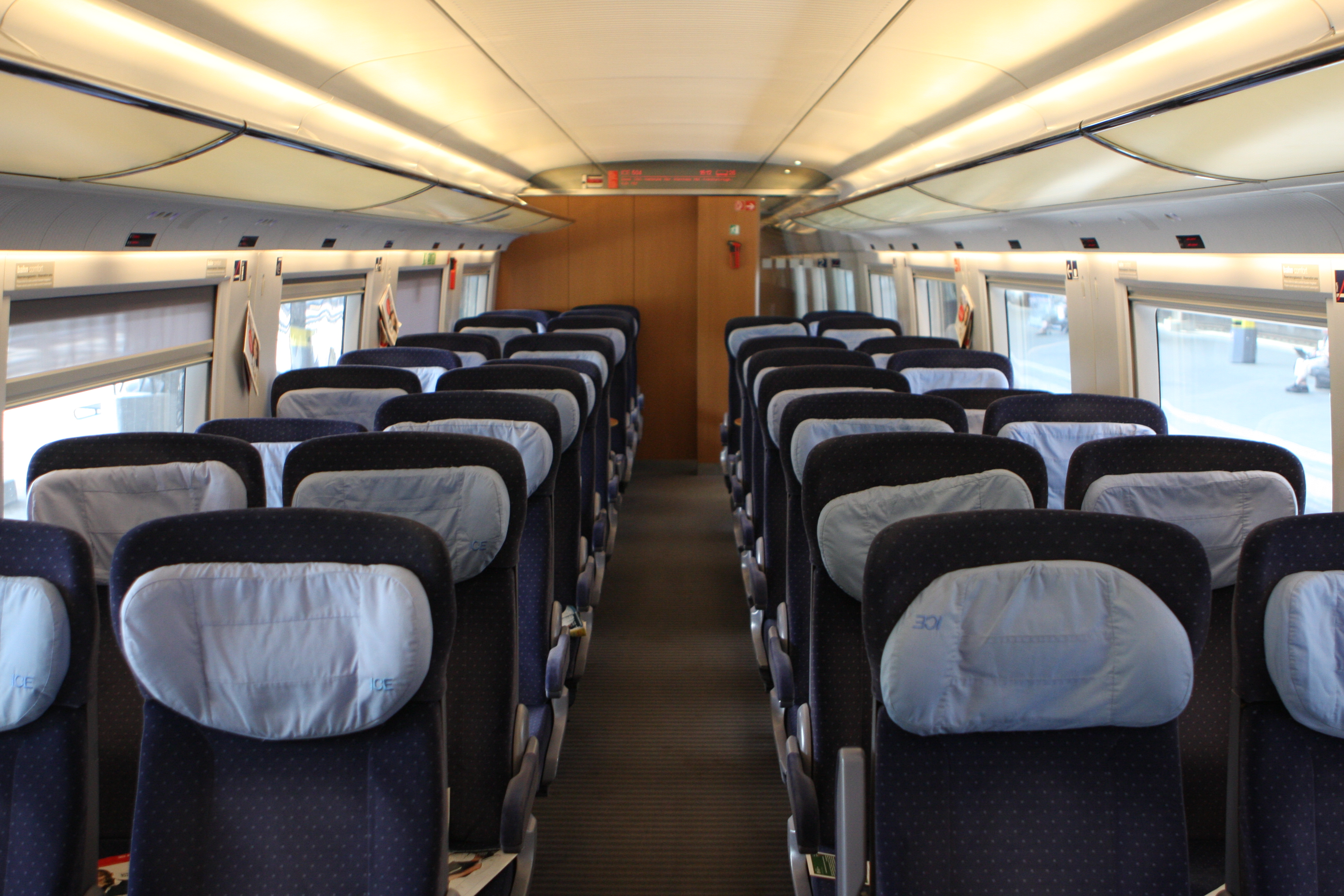
2等車
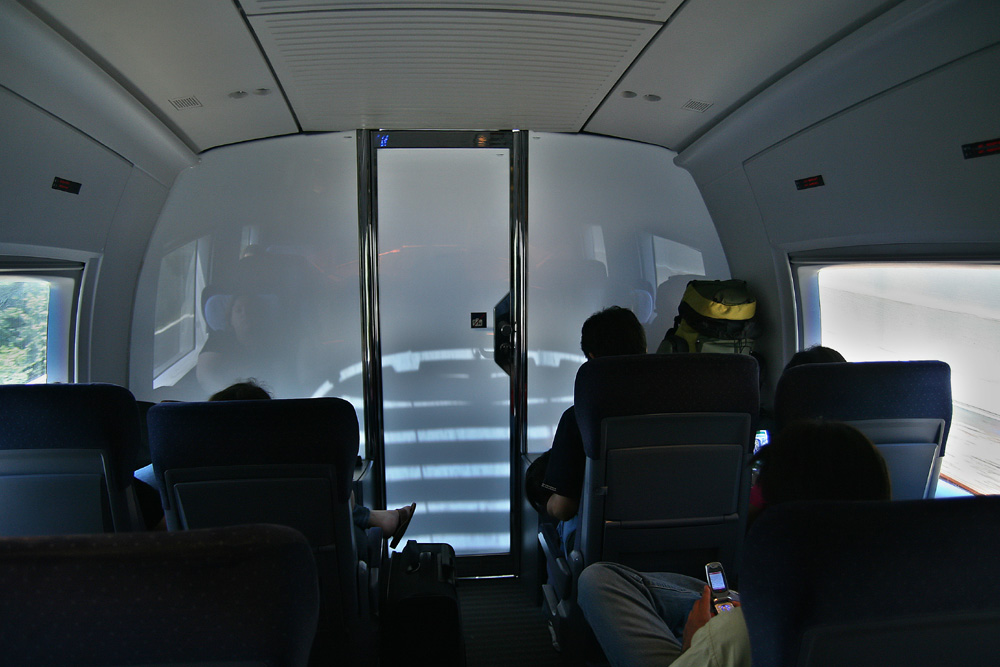
運転席及びラウンジの間仕切りに使用されるスマートガラス

## 形式
ドイツ国内用の403形と国際列車用の406形、407形、2022年に導入された408形が存在しており、国際列車用は複電源方式対応となっている。

### 403形
403形はドイツ国内列車用の単電源車で、交流15kV 16.7Hzに対応する。2000年 - 2005年に8両編成50本が製造された。集電装置は、編成に2個搭載している。
2002年8月1日のケルン - フランクフルト高速新線の暫定開業で、ICE 3による300km/h運転が開始されている。同線は同年12月15日に正式開業し、同線を経由する列車は全てICE 3での運用となっている。その後も各線への投入が行われており、ケルン-ライン＝マイン高速線を経由する列車や、2006年に開業したニュルンベルク-インゴルシュタット-ミュンヘン高速線で300km/h運転を行う列車については、ICE 3（またはICE 3M）の限定運用となっている。
現在（改造後）の編成内容は以下のとおりである。
- 403.5形：1号車・制御電動車・2等車（ラウンジ席あり）
- 403.6形：2号車・付随車（パンタグラフ付）・2等車
- 403.7形：3号車・電動車・2等車
- 403.8形：4号車・付随車・2等車（多目的室あり）
- 403.3形：5号車・付随車・食堂車 (Bord Restaurant)、一時は2等座席も配置されていた
- 403.2形：6号車・電動車・2等車（区分室あり、2次車は区分室なし）、当初は1等車であった
- 403.1形：7号車・付随車（パンタグラフ付）・1等車（区分室あり）
- 403.0形：8号車・制御電動車・1等車（ラウンジ席あり）

| 号車       | 号車       | 21         | 22         | 23         | 25         | 26         | 27         | 28         | 29          |
| 号車       | 号車       | 31         | 32         | 33         | 35         | 36         | 37         | 38         | 39          |
| 形式       | 形式       | Bpmz 403.5 | Bpmz 403.6 | Bpmz 403.7 | Bpmz 403.8 | WRmz 403.3 | Bpmz 403.2 | Avmz 403.1 | Apmzf 403.0 |
| 車種       | 車種       | 2等車      | 2等車      | 2等車      | 2等車      | 食堂車     | 2等車      | 1等車      | 1等車       |
| 全長       | 全長       | 26,135mm   | 24,775mm   | 24,775mm   | 24,775mm   | 24,775mm   | 24,775mm   | 24,775mm   | 26,135mm    |
| 重量       | 重量       | 54.0t      | 58.0t      | 53.0t      | 50.0t      | 55.0t      | 53.0t      | 58.0t      | 54.0t       |
| 座席数     | 1等        |            |            |            |            |            |            | 50         | 51          |
| 座席数     | 2等        | 70         | 76         | 76         | 51         |            | 76         |            |             |
| 座席数     | 食堂車     |            |            |            |            | 20         |            |            |             |
| 備考・参考 | 備考・参考 | [ 6 ]      | [ 6 ]      | [ 6 ]      | [ 6 ]      | [ 6 ]      | [ 6 ]      | [ 6 ]      | [ 6 ]       |

### 406形

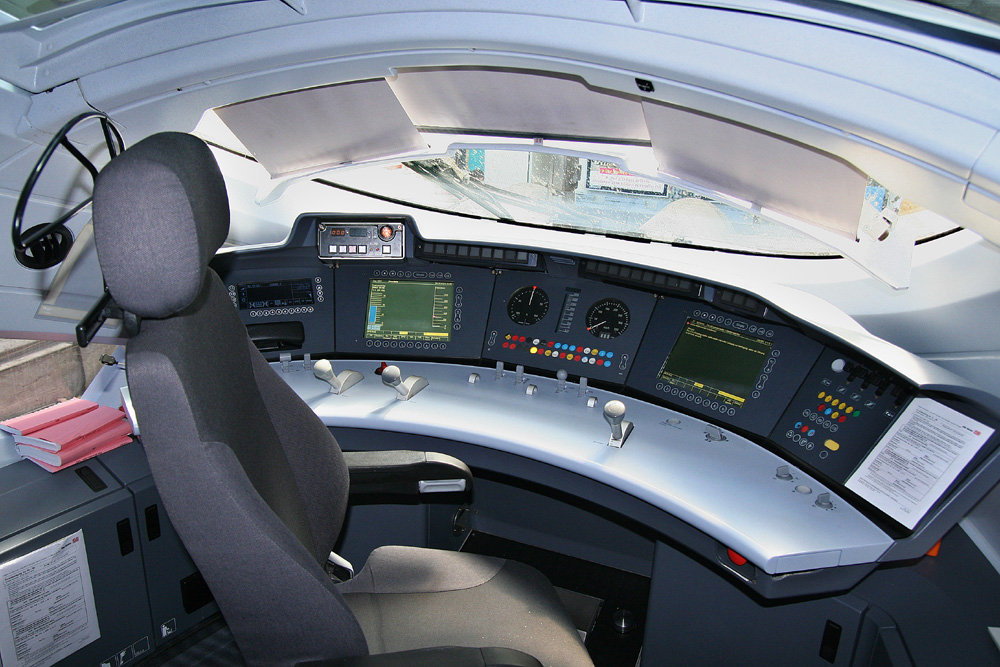
運転席 (ICE 3MF)

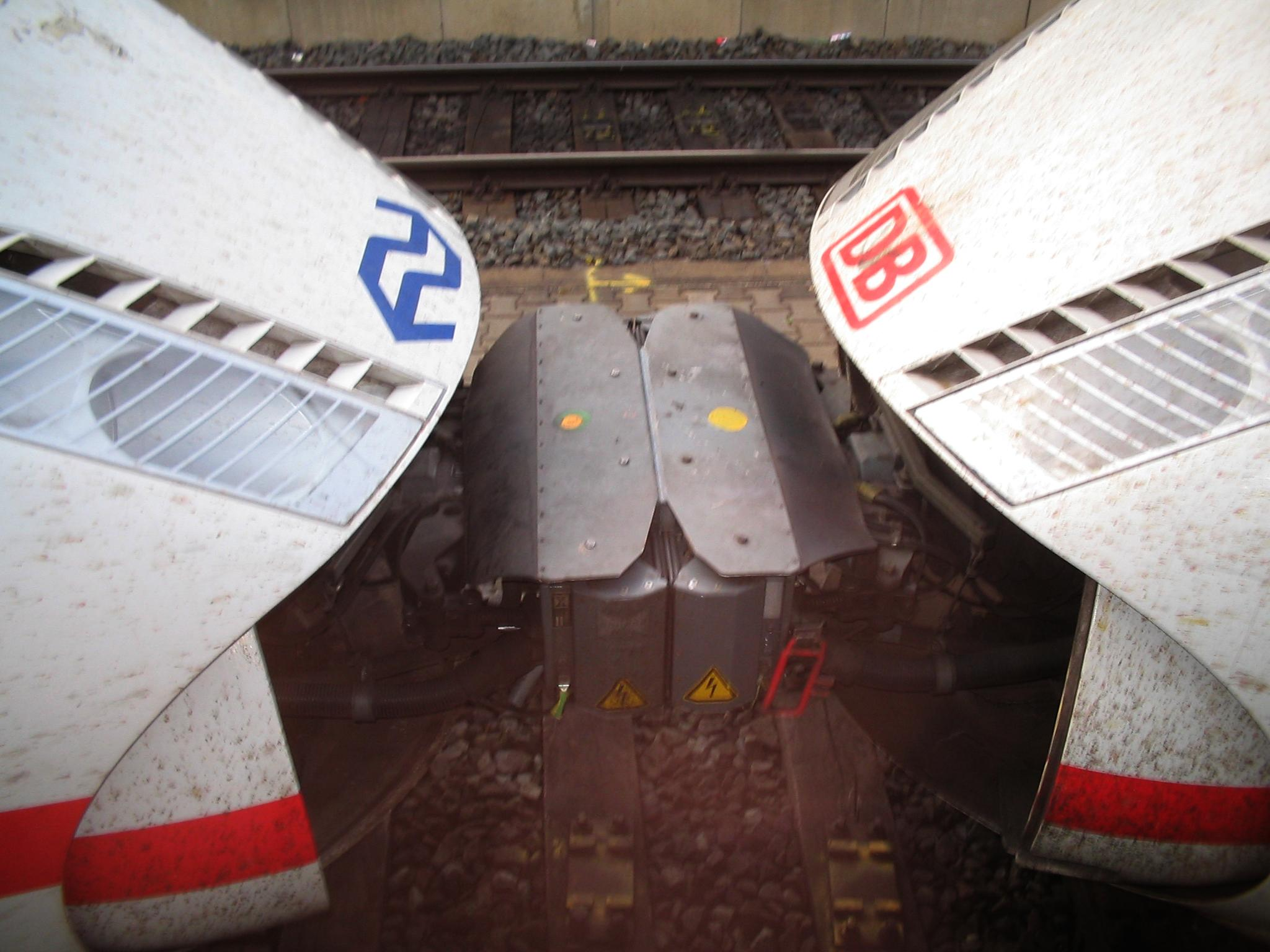
オランダ鉄道所有編成との併結

406形はベルギー、オランダ方面直通用の4電源車で、「ICE 3M」と呼ばれる（MはMehrsystem（複電源対応）の意）。電源方式は交流15kV 16.7Hzのほか、交流25kV 50Hz、直流1.5kV、直流3kVにも対応する。2000年に、8両編成13本が製造された。また、オランダ鉄道も2000年に同一仕様の編成を4本投入している。
集電装置は、編成に6個搭載している。
国際列車の運用としては2001年12月よりオランダのアムステルダムまで、2002年12月よりベルギーのブリュッセルまでそれぞれ直通している。信号設備への影響が懸念されたためベルギー国内の高速新線（HSL2）への乗り入れが見送られていたが、2004年12月より高速新線経由での運行となった。
2007年にはICE 3Mの一部編成をフランス直通用に改造した「ICE 3MF」(Mehrsystem Frankreich) が登場した。LGV東ヨーロッパ線の開業に伴うもので、フランスの保安装置を設置し、フランクフルトからフランスのパリまで最高速度320km/hで運行していた。407形の導入後はベルギー・オランダ方面の運用に戻っている。
現在（改造後）の編成内容は以下のとおりである。
- 406.5形：1号車・制御電動車・2等車（ラウンジ席あり）
- 406.6形：2号車・付随車（パンタグラフ付）・2等車
- 406.7形：3号車・電動車（パンタグラフ付）・2等車
- 406.8形：4号車・付随車（パンタグラフ付）・2等車（多目的室あり）
- 406.3形：5号車・付随車（パンタグラフ付）・2等車・食堂車 (Bord Restaurant)
- 406.2形：6号車・電動車（パンタグラフ付）・2等車（区分室あり）
- 406.1形：7号車・付随車（パンタグラフ付）・1等車（区分室あり）
- 406.0形：8号車・制御電動車・1等車（ラウンジ席あり）

| 号車       | 号車       | 21          | 22         | 23         | 25          | 26         | 27         | 28         | 29          |
| 号車       | 号車       | 31          | 32         | 33         | 35          | 36         | 37         | 38         | 39          |
| 形式       | 形式       | Bpmzf 406.5 | Bpmz 406.6 | Bpmz 406.7 | Bpmbz 406.8 | BRmz 406.3 | Bvmz 406.2 | Avmz 406.1 | Apmzf 406.1 |
| 車種       | 車種       | 2等車       | 2等車      | 2等車      | 2等車       | 食堂車     | 2等車      | 1等車      | 1等車       |
| 全長       | 全長       | 26,135mm    | 25,775mm   | 25,775mm   | 25,775mm    | 25,775mm   | 25,775mm   | 25,775mm   | 26,135mm    |
| 重量       | 重量       | 51t         | 55t        | 50t        | 47t         | 50t        | 51t        | 55t        | 51t         |
| 座席数     | 1等        |             |            |            |             |            |            | 46         | 47          |
| 座席数     | 2等        | 64          | 72         | 74         | 54          |            | 62         |            |             |
| 座席数     | 食堂車     |             |            |            |             | 12         |            |            |             |
| 備考・参考 | 備考・参考 | [ 8 ]       | [ 8 ]      | [ 8 ]      | [ 8 ]       | [ 8 ]      | [ 8 ]      | [ 8 ]      | [ 8 ]       |

### 407形

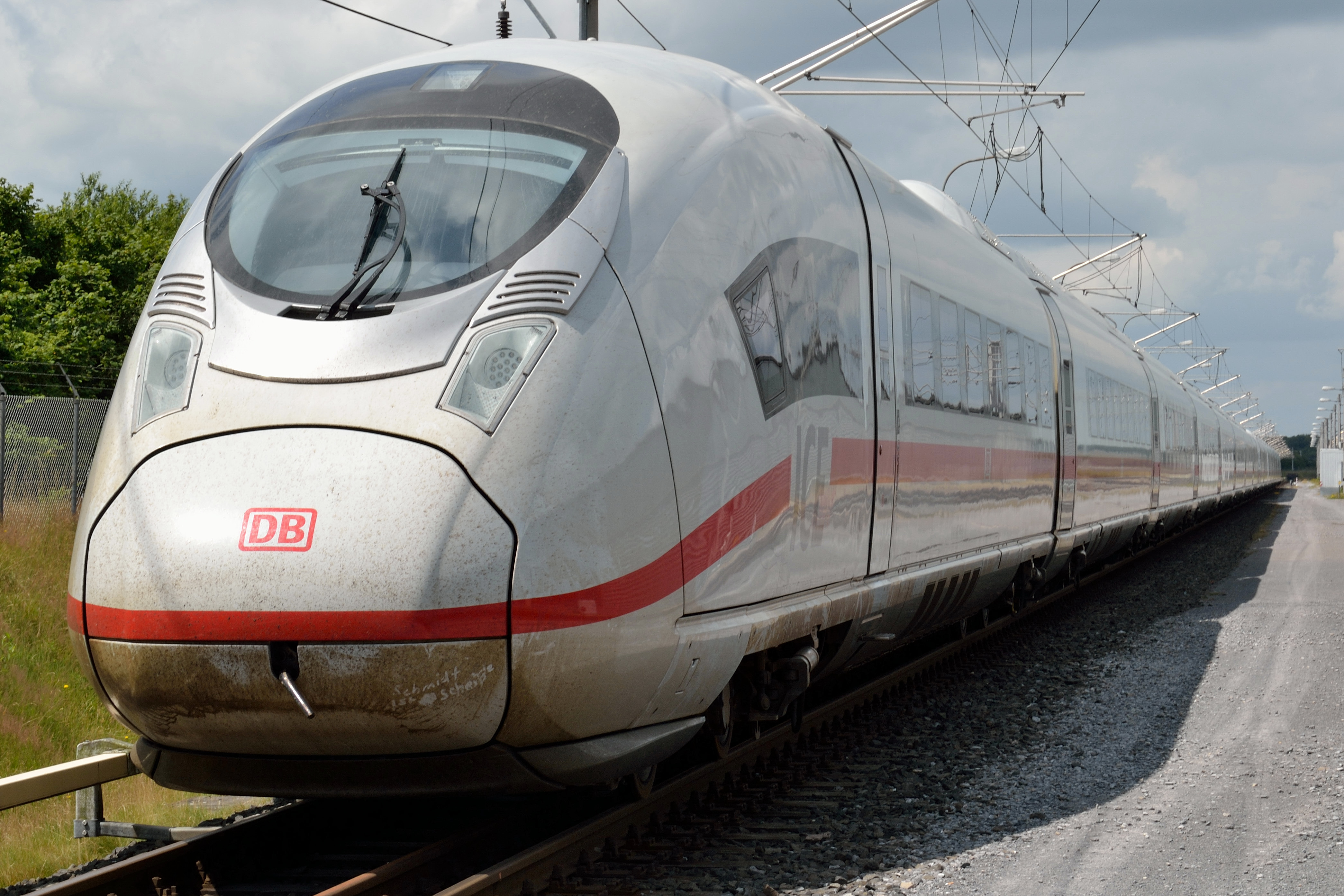
407形

407形は英仏海峡トンネル通過対応型で、営業最高速度は320km/h。製造元のシーメンスによる呼称はヴェラロD。運転室背後の客室がなくなったが、編成中のコンパートメントを廃してオープン客室のみにすること、また食堂車の立席飲食スペースを廃止して客席を設置することで従来と同等の定員を確保している。
当初は2013年にロンドン直通路線（ロンドン - ブリュッセル - ロッテルダム - アムステルダム、およびロンドン - ブリュッセル - ケルン - フランクフルト系統）を開設して投入する予定であった。ロンドンからの所要時間はブリュッセルまで2時間、ロッテルダムまで3時間、アムステルダム、ケルンまで4時間、フランクフルトまで5時間が計画されていた。後に技術的な問題、出入国管理のコスト、格安航空会社の台頭、ロンドンでの保守整備など複数の問題により計画は凍結された。
ロンドン直通構想の断念後は、主にフランス方面へ直通する系統で使用されている。

### 408形

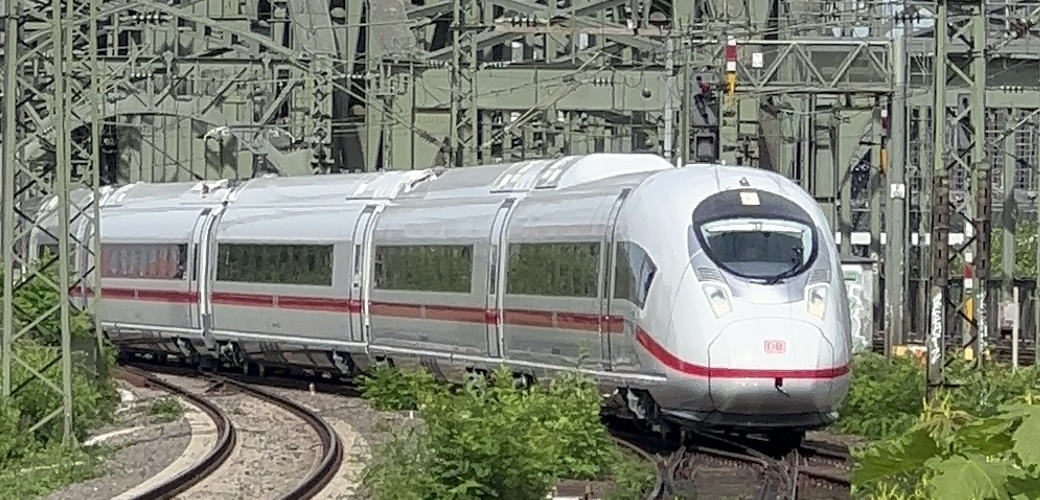
408形

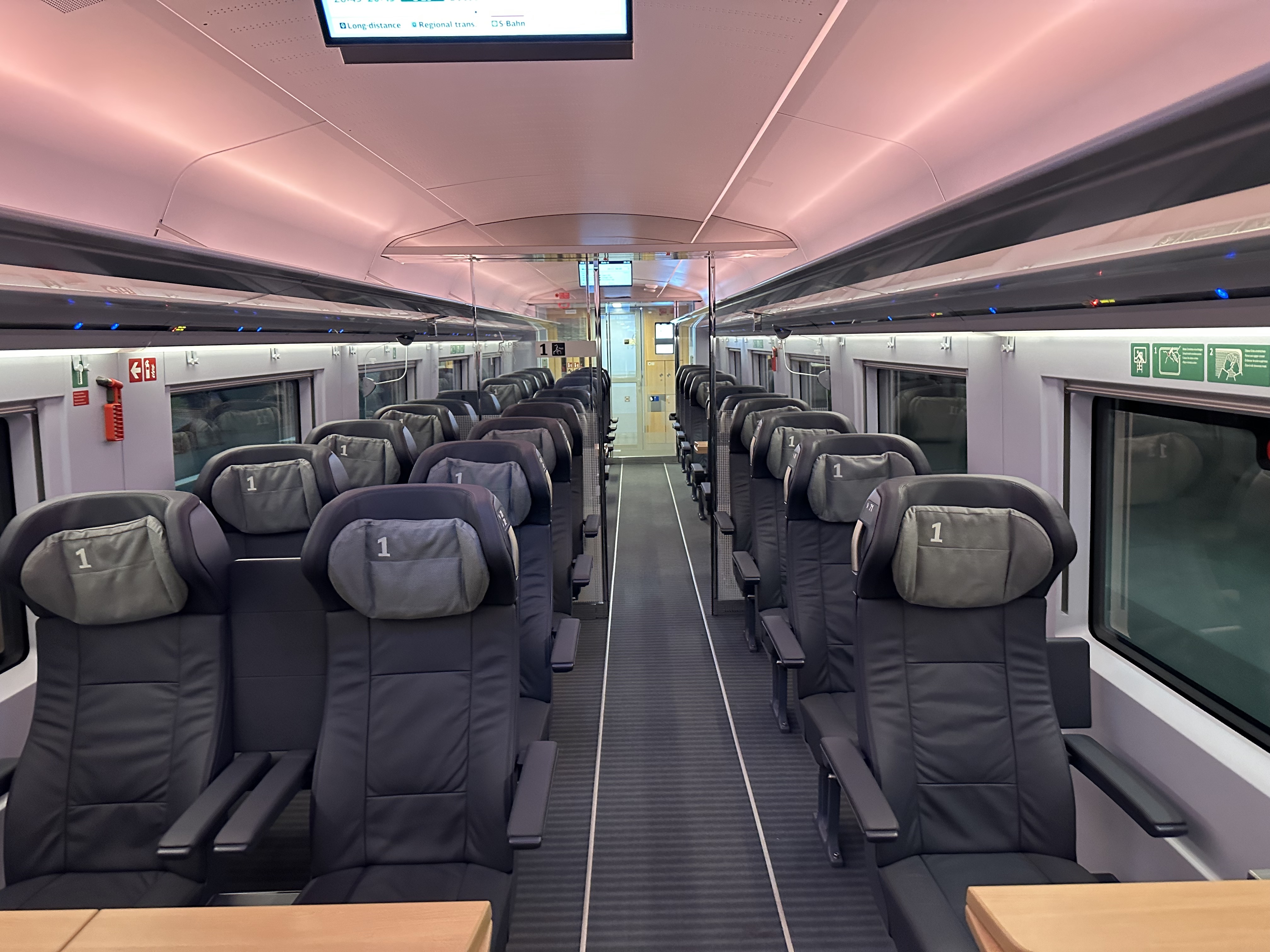
408形第4編成の一等車車内

2022年に406形の後継として導入が開始された。ドイツ鉄道により「ICE 3neo」の愛称がつけられている。外観デザインは407形に類似しているが、客用乗降扉が増やされるなどの差異がある。時間帯で色が変化する室内照明や自転車積載スペースなど、ICE 4で導入された車内設備を引き継いでいる。第17編成からは新規にデザインされた内装で導入された。
導入時はドイツ国内の路線で運用されているが、ベルギー・オランダの認可が得られ次第、406形の代わりにブリュッセル・アムステルダム方面で運用される予定。